# Reprezentacja Zimbabwe w hokeju na trawie kobiet
Reprezentacja Zimbabwe w hokeju na trawie kobiet należy do czołowych zespołów w Afryce. Największym jej osiągnięciem jest złoty medal igrzysk olimpijskich w 1980 roku w Moskwie. Był to jej jedyny występ w igrzyskach olimpijskich. Nie występowała dotychczas w mistrzostwach świata. Raz zdobyła mistrzostwo kontynentu (1990) i dwukrotnie zdobyła srebrny medal igrzysk afrykańskich (1995, 1999).

## Osiągnięcia

### Igrzyska olimpijskie
- 1. miejsce - 1980
- 1984-2024 nie uczestniczyła

### Mistrzostwa świata
- 1974-2022 nie uczestniczyła